# Alun Wyn Jones
Alun Wyn Jones OBE (* 19. September 1985 in Swansea) ist ein walisischer Rugby-Union-Spieler. Er spielt als Zweite-Reihe-Stürmer für den RC Toulon. Er ist weltweit der Spieler mit den meisten Länderspielen.
Jones ist ehemaliger Kapitän der walisischen Nationalmannschaft sowie der Ospreys und führte die British & Irish Lions-Tour 2021 als Kapitän gegen Südafrika auf das Feld. Er ist einer von insgesamt vier Spielern, die für vier verschiedene Tours der British & Irish Lions ausgewählt worden ist. So nahm er an den Touren 2009, 2013, 2017 und 2021 teil. Zudem ist er einer von sieben walisischen Nationalspielern, die drei Grand Slams gewonnen haben und wurde bei den Six Nations 2019 zum Spieler des Turniers gewählt.
Am 19. Mai 2023 trat er vom internationalen Rugby zurück. Am 5. November 2023 bestritt er ein letztes internationales Spiel, als er als Kapitän der Barbarians gegen seine Nationalmannschaft spielte.
Am 7. Juli 2023 wurde bekannt, dass Jones einen Vertrag beim RC Toulon unterschrieb und damit erstmals außerhalb von Wales spielt.
Seine sportlichen Vorbilder sind Lance Armstrong, Muhammad Ali und Martin Johnson.